# Appana sinensis
Appana sinensis là một loài bướm đêm trong họ Noctuidae.